# Szőce
Szőce là một thị trấn thuộc hạt Vas, Hungary. Thị trấn này có diện tích 18,71 km², dân số năm 2010 là 364 người, mật độ 19 người/km².